# Liste der Kulturdenkmale in Langenhessen
Die Liste der Kulturdenkmale in Langenhessen enthält die in der amtlichen Denkmalliste des Landesamtes für Denkmalpflege Sachsen ausgewiesenen Kulturdenkmale im Werdauer Ortsteil Langenhessen.

## Legende
- Bild: Bild des Kulturdenkmals, ggf. zusätzlich mit einem Link zu weiteren Fotos des Kulturdenkmals im Medienarchiv Wikimedia Commons. Wenn man auf das Kamerasymbol klickt, können Fotos zu Kulturdenkmalen aus dieser Liste hochgeladen werden:
- Bezeichnung: Denkmalgeschützte Objekte und ggf. Bauwerksname des Kulturdenkmals
- Lage: Straßenname und Hausnummer oder Flurstücknummer des Kulturdenkmals. Die Grundsortierung der Liste erfolgt nach dieser Adresse. Der Link (Karte) führt zu verschiedenen Kartendiensten mit der Position des Kulturdenkmals. Fehlt dieser Link, wurden die Koordinaten noch nicht eingetragen. Sind diese bekannt, können sie über ein Tool mit einer Kartenansicht einfach nachgetragen werden. In dieser Kartenansicht sind Kulturdenkmale ohne Koordinaten mit einem roten bzw. orangen Marker dargestellt und können durch Verschieben auf die richtige Position in der Karte mit Koordinaten versehen werden. Kulturdenkmale ohne Bild sind an einem blauen bzw. roten Marker erkennbar.
- Datierung: Baubeginn, Fertigstellung, Datum der Erstnennung oder grobe zeitliche Einordnung entsprechend des Eintrags in der sächsischen Denkmaldatenbank
- Beschreibung: Kurzcharakteristik des Kulturdenkmals entsprechend des Eintrags in der sächsischen Denkmaldatenbank, ggf. ergänzt durch die dort nur selten veröffentlichten Erfassungstexte oder zusätzliche Informationen
- ID: Vom Landesamt für Denkmalpflege Sachsen vergebene, das Kulturdenkmal eindeutig identifizierende Objekt-Nummer. Der Link führt zum PDF-Denkmaldokument des Landesamtes für Denkmalpflege Sachsen. Bei ehemaligen Kulturdenkmalen können die Objektnummern unbekannt sein und deshalb fehlen bzw. die Links von aus der Datenbank entfernten Objektnummern ins Leere führen. Ein ggf. vorhandenes Icon  führt zu den Angaben des Kulturdenkmals bei Wikidata.

## Langenhessen
| Bild                                    | Bezeichnung                                                                                 | Lage                                     | Datierung               | Beschreibung | ID       |
| --------------------------------------- | ------------------------------------------------------------------------------------------- | ---------------------------------------- | ----------------------- | --- | -------- |
| Weitere Bilder                          | Eisenbahnviadukt                                                                            | (Karte)                                  | 1843–1845               | gehört zu den ersten größeren Eisenbahnviadukten Sachsens, gemauerte Pfeiler als Relikte einer frühen Eisenbahnbrücke mit ursprünglich hölzernen Überbauten von baugeschichtlicher und eisenbahngeschichtlicher Bedeutung, zudem landschaftsprägend. Viadukt 1843–1845 errichtet im Zuge des Streckenbaus zwischen Leipzig (Anfangspunkt am Bayerischen Bahnhof) und Hof über Altenburg, Werdau, Reichenbach/Vogtland und Plauen (schrittweise Inbetriebnahme der Strecke zwischen 1842 und 1851), wichtige Hauptbahn in Sachsen, Thüringen und Bayern (Streckenkürzel LH), ursprünglich erbaut und betrieben von der Sächsisch-Bayerischen Eisenbahn-Compagnie, ab 1847 Eigentum des Königreichs Sachsen, weiterer Betrieb als Sächsisch-Bayerische Staatseisenbahn, ab Werdau erforderte die Streckenführung durch verschiedene Flusstäler die Errichtung mehrerer großer Brückenbauwerke, darunter das Viadukt bei Langenhessen über das Koberbachtal bzw. den Pfarrgrund (daher auch Viadukt Koberbachtal bzw. Pfarrgrund-Viadukt genannt): zweigleisige Balkenbrücke, Länge 113,5 m, Höhe 18,7 m, ursprüngliche Konstruktion: hölzernes Sprengwerk zwischen steinernen Pfeilern, 1865 ersetzt durch Eisenfachwerkträger und 1976 durch Betonträger, heutiger Zustand: Betonträger über zwölf Brückenöffnungen ruhen auf elf Steinpfeilern und zwei gemauerten Widerlagern, Steinpfeiler aus Natursteinmauerwerk mit Eckquaderung, rechteckiger Grundriss, nach oben verjüngend, gegliedert durch zwei Mauerwerksrücksprünge, über diesen jeweils eine rundbogige Öffnung, hier Verwendung von Ziegelsteinen als Bogensteine, massive Unterbauten gehören zu den ältesten Relikten früher Eisenbahnbrücken mit ehemals hölzernen Überbauten, auch wenn diese sowie die späteren eisernen Überbauten nicht mehr erhalten sind und durch eine Betonkonstruktion ersetzt wurden, so ist die Kombination der gemauerten Pfeiler mit Balkenbrückenträgern unterschiedlichen Materials weiterhin ablesbar. | 09243716 |
| Direkt Bild zu diesem Denkmal hochladen | Wohnstallhaus eines Bauernhofes                                                             | Brückenweg 2 (Karte)                     | um 1680                 | landschaftstypisches, sehr altes Bauernhaus, Fachwerkkonstruktion mit Andreaskreuzen - Wohnhaus: Fachwerk Obergeschoss, Erdgeschoss massiv unterfahren, Andreaskreuze mit Nasen, Feuerböcke, abgefaste Schwelle, gezapfte Kopfbänder an Giebelseite, an Traufseite keine Andreaskreuze, Fenster vergrößert, nicht das Gesamtbild störend, Erdgeschoss massiv, ursprünglich vermutlich Umgebindehaus, Satteldach | 09243583 |
| Weitere Bilder                          | Villa                                                                                       | Crimmitschauer Straße 50 (Karte)         | um 1910                 | Fabrikantenvilla, architektonisch aufwendig gestaltete Villa mit Dachtürmchen in gutem Originalzustand, im Reformstil der Zeit um 1910, mit Sandsteinverkleidung, teilweise Scharrierung, Ecken mit Quaderung, Sockel teilweise Bossenquader, teilweise glatter Naturstein, schöne originale Fenster, halbrunder vorkragender Erker mit Freitreppe, dort Halbsäulen, Obergeschoss mit Balkon, Traufgesims verziert, verschiedene Gauben, Mansardwalmdach von Turm bekrönt, originale Geländer, Türgriffe, Fenster usw., vermutlich auch Innenausstattung teilweise erhalten, nicht besichtigt, gehörte ursprünglich zu Fabrik, Turm mit Kupfer gedeckt | 09243594 |
| Weitere Bilder                          | Tuchfabrik                                                                                  | Crimmitschauer Straße 52; 54; 56 (Karte) | nach 1900               | ehemalige Tuchfabrik, Fabrikkomplex bestehend aus Fabrikgebäude (Nr. 54), Werkhalle (Nr. 56) und Wohnhaus mit Pforte (Nr. 52), zeittypische und landschaftstypische Fabrikanlage einschließlich des in gleicher Bauweise errichteten Wohn- und Pförtnerhauses mit qualitätvoller architektonischer Gestaltung in gutem Originalzustand - Fabrikhalle mit Paralleldach, Klinker mit Lisenen und Klinkerornamentik, roter Klinker mit gelbem Klinker verziert, weiter Schornstein und Heizhaus, großer Fabrikkomplex mit Uhr: roter Klinker, Fries Deutsches Band, Klinkerornamentik mit gelbem Klinker, vermutlich um 1920 um zwei Achsen verlängert, dies mit rotgeflammten Klinkern, sachliche Bauweise, Wohnhaus, um 1930, Klinker, Bauhauseinfluss möglich, Walmdach, Fenster an Ecken zusammenstoßend, originale Fenster und Türen, zum Erfassungszeitpunkt vermutlich leerstehend, vor 2012 zum Wohnhaus umgenutzt, dabei äußere Erscheinungsbild beibehalten, - Wohnhaus Flurstück 403/2, Fabrikkomplex Flurstück 403/5, große Halle Flurstück 403/6 | 09243592 |
| Direkt Bild zu diesem Denkmal hochladen | Wohnstallhaus und Scheune eines Vierseithofes                                               | Crimmitschauer Straße 64 (Karte)         | um 1720                 | landschaftstypischer Bauernhof in sehr gutem Originalzustand, sehr altes Wohnstallhaus mit selten anzutreffenden K-Streben am Fachwerkobergeschoss, Wohnhaus.: K-Streben, Schwelle abgefast, leicht vorkragend, Giebel verschiefert, Erdgeschoss massiv, Satteldach, sehr guter Originalzustand, Besitzer gegen Denkmalschutz, hintere Traufseite verputzt. | 09243780 |
| Weitere Bilder                          | Wohnhaus in halboffener Bebauung                                                            | Crimmitschauer Straße 67 (Karte)         | Ende 19. Jh.            | zeittypisches Wohnhaus mit qualitätvoller architektonischer Gestaltung in gutem Originalzustand, zweigeschossig, vier Achsen, Klinkerfassade, schwarze Klinkerbänder als Zierelement, Gesims, Polygonsockel, Sockelgesims, originale Haustür mit Oberlicht, verziert, Gitter, im 1. Obergeschoss waagrechte Fensterverdachung, Konsolen unter Fenstern und Verzierungen, Dachausbau über vier Achsen verändert, roter Klinker | 09243593 |
| Direkt Bild zu diesem Denkmal hochladen | Seitengebäude eines Vierseithofes                                                           | Crimmitschauer Straße 94 (Karte)         | bez. 1724               | seltenes, sehr altes Wirtschaftsgebäude eines Bauernhofes mit erhaltenem Blockstall und Laubengang, - Zweigeschossiges Seitengebäude eines Vierseithofes mit neunjochiger Oberlaube und erhaltenem Blockstall im Erdgeschoss, laut Inschrift am Türstock 1724 erbaut. Das Erdgeschoss blieb in Holzblockbauweise komplett erhalten mit einer Umgebindekonstruktion an drei Seiten des Gebäudes. Dies ist das einzige Beispiel dieser Bauweise von Seitengebäuden im Landkreis. Das Gesagte trifft auch auf den westsächsischen Raum zu, in dem nur noch einzelne Beispiele dieser ursprünglich weit verbreiteten Bauweise erhalten blieben. Am hölzernen Türstock des Stalls findet sich die Bezeichnung „H. P. 1724“. Die Blockwände im Erdgeschoss waren vermutlich schon immer unverputzt, der Ausgleich zwischen dem Blockteil und dem Fachwerkobergeschoss erfolgt durch Lehm und Steine. Einzig der Kellerzugang im Erdgeschoss ist massiv ausgebildet (möglicherweise eine nachträgliche Baumaßnahme). Die neunjochige Oberlaube im Obergeschoss blieb original erhalten. Ihre Brüstung war vermutlich ursprünglich verbrettert. Alle Holzverbindungen des Fachwerks sind gezapft, das trifft auch auf die Knaggen und Streben zu. Das Haus schließt durch ein Satteldach ab. Auch die Holzverbindungen des Kehlbalkendaches mit einem einfach stehendem Stuhl sind gezapft. Der Denkmalwert dieses ländlichen Wirtschaftsgebäudes ergibt sich aus seiner großen hausgeschichtlichen Bedeutung auf Grund der Singularität des Blockstalls und der Seltenheit von Oberlauben. (LfD/2012.) - neunjochige Oberlaube, Brüstung vermutlich ursprünglich verbrettert, Erdgeschoss in Holzblockbauweise komplett erhalten mit Umgebindekonstruktion an drei Seiten des Gebäudes, einziges Beispiel dieser Art im Landkreis, auch in westsächsischen Gebieten vermutlich sehr selten, Denkmalwert ergibt sich daher aus der Singularität dieses Gebäudetypes und der Seltenheit von erhaltenen Oberlauben, am Türstock bezeichnet H. P. 1724, alle Holzverbindungen gezapft, Knaggen und Streben, Haus leerstehend, Kellereingang massiv, Haus gefährdet, da vom Eigentümer kein Erhaltungsinteresse besteht, Dachstuhl: Sparren in Dachbalken gezapft, einfach stehender Stuhl, Giebel ursprünglich Lehmfachwerk, Blockwände im Erdgeschoss ursprünglich unverputzt wie heute, Ausgleich zwischen Blockteil und Fachwerkobergeschoss durch Lehm und Steine | 09243584 |
| Direkt Bild zu diesem Denkmal hochladen | Wohnstallhaus eines Vierseithofes                                                           | Crimmitschauer Straße 160 (Karte)        | um 1680 (Wohnstallhaus) | sehr altes Bauernhaus mit schönem Fachwerkobergeschoss, verziert mit Zahnschnittfries und Andreaskreuzen, nur Trauf- und Giebelseite erhalten, nachträglich flach geneigtes Satteldach, an erhaltener Traufseite Brüstungsgefache mit je einem geschweiften Andreaskreuz verziert, geblattete Kopfbänder, zwei Riegelreihen, am Rähm Zahnschnittfries und Schiffchenkehle, Erdgeschoss massiv unterfahren, beide Giebel verschiefert, rückwärtige Traufseite verputzt, dort auch Anbau, Erdgeschoss durch Baumaßnahmen entstellt, Fachwerkgestaltung an Hoftraufseite besitzt durch ihre Gestaltung Denkmalwert, ursprünglich auch Umgebindehaus | 09243585 |
| Direkt Bild zu diesem Denkmal hochladen | Wohnstallhaus eines Bauernhofes                                                             | Crimmitschauer Straße 168 (Karte)        | 1. Hälfte 18. Jh.       | landschaftstypisches Bauernhaus in gutem Originalzustand, Fachwerkbau mit V-Streben, Fachwerk Obergeschoss, an zwei Seiten verbrettert, an einer Seite verschiefert, Zimmermannszeichen u. a. locker geordnete dreieckige Zählmarken, schöne originale Fenster im Obergeschoss mit Mitteldrehflügel bzw. Schiebefenster, Teil Fenster leicht vergrößert, im Erdgeschoss massiv unterfahren, breite Schwelle, im Obergeschoss gezapfte Fußstreben, schön gestalteter Schiefergiebel, Krüppelwalmdach, anderer Giebel mit Wetterschrägen | 09243586 |
| Direkt Bild zu diesem Denkmal hochladen | Scheune eines Vierseithofes                                                                 | Crimmitschauer Straße 172; 174 (Karte)   | bez. 1880               | wirtschaftsgeschichtlich von Bedeutung, Fachwerk-Scheune, Fachwerk, über Tor bezeichnet mit „Ferd. Lippold den 11. Mai 1880“ mit Wetterfahne auf Dach, ebenfalls bezeichnet mit „F. L. 1880“ Pferdedarstellung, sehr guter Originalzustand | 09243587 |
| Direkt Bild zu diesem Denkmal hochladen | Wohnstallhaus, zwei Seitengebäude und Scheune eines Vierseithofes                           | Crimmitschauer Straße 176 (Karte)        | 1725                    | landschaftstypischer Bauernhof in gutem Originalzustand, überwiegend Fachwerkbauten, das Wohnhaus mit Blockstube und schöner Hofansicht. - Wohnhaus: erhaltene Blockstube mit Lehmbewurf an Außenwand, Sohlbänke Holz, Fachwerk Obergeschoss strebenreich, kleine Fenster, 1725, Stallteil Bruchstein massiv, - 1. Seitengebäude: Schiebefensterchen im Obergeschoss, Erdgeschoss massiv, dort ein zu großes Fenster, Satteldach, strebenreiches Fachwerk Obergeschoss, gleiche Bauzeit wie Wohnhaus, Scheune: Keller, großes Holztor, Fachwerk teilweise massiv ersetzt, Satteldach stärker geschädigt, 1744, - 2. Seitengebäude: Tordurchfahrt, Satteldach, Erdgeschoss massiv, 1725, ursprünglich im Obergeschoss Porstube mit umlaufenden Bänken, Wände waren einfach ausgemalt Wohnhaus traufseitig massiv erweitert, Hofansicht in gutem Originalzustand | 09243589 |
| Direkt Bild zu diesem Denkmal hochladen | Seitengebäude eines ehemaligen Vierseithofes                                                | Crimmitschauer Straße 178 (Karte)        | nach 1800               | landschaftstypisches Wirtschaftsgebäude eines Bauernhofes in relativ gutem Originalzustand, Satteldach, Fachwerk Obergeschoss mit Eckstreben, Heuboden im Obergeschoss, im Erdgeschoss Stall, recht guter Originalzustand, Giebel verbrettert mit Wetterschrägen. | 09243588 |
| Direkt Bild zu diesem Denkmal hochladen | Wohnstallhaus eines Vierseithofes                                                           | Crimmitschauer Straße 184 (Karte)        | bez. 1749               | landschaftstypisches Bauernhaus in gutem Originalzustand mit nur noch selten anzutreffender Blockstube, am Riegel bezeichnet 1749 M B und C B, strebenreiches Fachwerk, ursprünglich Bohlenstube mit Holzeinschubdecke, starke Unterzüge mit Schiffchenkehlen, Einschubbretter auch mit Kehlung, außen Schwelle mit Kielbogen verziert, am Stubenteil durchgehend ohne Deckenbalkenköpfe, Hinweis auf ursprünglich Umgebinde, Tür im Obergeschoss, Satteldach | 09243734 |
| Direkt Bild zu diesem Denkmal hochladen | Wohnstallhaus, Scheune und Seitengebäude eines Vierseithofes                                | Crimmitschauer Straße 206 (Karte)        | um 1720                 | landschaftstypischer Bauernhof mit altem Wohnhaus, dessen Fachwerkobergeschoss mit K-Streben - Wohnhaus: Fußstreben und K-Streben am Fachwerk Obergeschoss, Schwelle abgefast, Satteldach, ein Giebel verschiefert, Erdgeschoss massiv und verändert, hofseitig zu große Fenster, straßenseitig Fenstergliederung erhalten, Holzverbindungen gezapft, Obergeschoss in ausgezeichnetem Originalzustand, um 1720, ein Giebel Holz verbrettert mit Wetterschrägen - Stallgebäude: Fachwerk komplett erhalten, Durchfahrt, um 1700, Seitengebäude: mit Zwischendecke, diese Deckenbalken wurden auf Riegel der Außenwände befestigt, somit Ständerkonstruktion, Scheune: Fachwerk mit flach geneigtem Satteldach, Drempel, vermutlich nachträgl. | 09243590 |
| Weitere Bilder                          | Wohnstallhaus (Umgebindehaus) und Scheune eines Vierseithofes                               | Crimmitschauer Straße 216 (Karte)        | 1777                    | landschaftstypische Gebäude eines Bauernhofes in sehr gutem Originalzustand mit seltenen Konstruktionselementen wie dem Umgebinde am ehemaligen Wohnhaus - Wohnhaus: 1777 laut Information Eigentümer, ursprünglich an Balken im Haus verzeichnet, Fachwerk-Obergeschoss, gleichmäßig gegliedert mit Streben, breite Schwelle, Umgebinde mit Spannriegeln und Kopfbändern, mit Kielbogen verziert, Tür im Obergeschoss, Satteldach, Ständer Umgebinde auf Schwelle, diese auf Ziegelfundament - Scheune: Fachwerk, Fachwerkdrempel, Satteldach, um 1800, guter Originalzustand und Erhaltungszustand, Wohnhaus war vor 1945 schon Baudenkmal, Neuaufnahme erfolgte angeblich wegen schlechtem Bauzustand nach 1945 nicht mehr | 09243737 |
| Direkt Bild zu diesem Denkmal hochladen | Wohnstallhaus und zwei Seitengebäude eines ehemaligen Vierseithofes                         | Crimmitschauer Straße 228 (Karte)        | vor 1800                | landschaftstypischer Bauernhof in gutem Originalzustand mit ortsbildprägender Bedeutung, alle Fachwerk Obergeschoss, Erdgeschoss massiv, Satteldach, schlechter Bauzustand, Torbogen mit Tor und Schlussstein, Hof nicht besichtigt, vermutlich guter Originalzustand, mit Backofenanbau am Wohnhaus. | 09243728 |
| Direkt Bild zu diesem Denkmal hochladen | Wohnhaus                                                                                    | Crimmitschauer Straße 229 (Karte)        | 1866                    | landschaftstypisches Fachwerkwohnhaus des späten 19. Jh. in ausgezeichnetem Originalzustand mit ortsbildprägender Wirkung, Erdgeschoss massiv, Türstock datiert, originale Tür- und Fenstergewände, Fachwerk Obergeschoss verkleidet, flachgeneigtes Satteldach, angebauter Schuppen teilweise Fachwerk, teilweise massiv, wichtig für Ortsbild durch dominante Lage an Hauptdurchfahrtsstraße, sehr guter Originalzustand. | 09243799 |
| Direkt Bild zu diesem Denkmal hochladen | Scheune und zwei Seitengebäude eines Vierseithofes und alte Hofpflasterung                  | Crimmitschauer Straße 248 (Karte)        | vor 1800                | landschaftstypische Wirtschaftsgebäude eines Bauernhofes mit original erhaltenen Fachwerkkonstruktionen. - Seitengebäude: Fachwerk Obergeschoss, Erdgeschoss massiv, Garageneinbauten, an einem Stichbogenportal mit Schlussstein, alle Gefache mit Ziegelmauerwerk ausgefacht, Fachwerk komplett erhalten, Ende 18. Jh., und 18. Jh., Eckstreben, Durchfahrt, Krüppelwalmdach, - Scheune: Fachwerk mit Keller, Fachwerk Drempel, Satteldach, flachgeneigte Streben, Anfang 18. Jh., Drempel nachträglich | 09243591 |
| Direkt Bild zu diesem Denkmal hochladen | Wohnstallhaus, Stallgebäude und Scheune eines Vierseithofes                                 | Crimmitschauer Straße 270 (Karte)        | vor 1700                | geschlossen erhaltener Bauernhof mit bauhistorisch wichtigen Details. - Scheune: vor 1700, Fachwerk mit doppelt angeordneten, aufgeblatteten Streben, Fachwerkdrempel, Satteldach, - Wohnstallhaus: Fachwerk-Obergeschoss strebenreich mit Tür, Erdgeschoss Kreuzgewölbe im Stall, Erdgeschoss Lehmstock und Ziegelmauerwerk, um 1750, strebenreiches, regelmäßiges Fachwerk, kräftige Schwelle, - 2. Seitengebäude: teilweise im Obergeschoss verbrettert, Wetterschrägen, originale Schiebefenster, regelmäßiges, strebenreiches Fachwerk, kräftige Schwelle, Satteldach, Erdgeschoss massiv, teilweise Ziegelmauerwerk und Bruchstein, um 1750, und wertvollen landwirtschaftlichen Gerätschaften - landwirtschaftliches Gerät: Dreschmaschine, Reste Göpel, am Seitengebäude bleiverglastes Schiebefenster mit Butzenscheiben, war als Auszüglerhaus erbaut, im Garten zum großen Teil Weißdornhecke erhalten | 09243724 |
| Direkt Bild zu diesem Denkmal hochladen | Häuslerhaus                                                                                 | Crimmitschauer Straße 326 (Karte)        | vor 1800                | Obergeschoss Fachwerk, landschaftstypisch, leicht verändert, bedeutsam für das Ortsbild, Fachwerk Obergeschoss, teilweise massiv, Erdgeschoss massiv, Frackdach, einige Bauveränderungen, relativ guter Originalzustand, wichtig zur Ergänzung des denkmalwürdigen Bauensembles in der Umgebung | 09243796 |
| Direkt Bild zu diesem Denkmal hochladen | Wohnstallhaus, zwei Seitengebäude und Scheune eines Vierseithofes                           | Crimmitschauer Straße 330 (Karte)        | 19. Jh., viell. früher  | landschaftstypischer, komplett erhaltener Bauernhof in gutem Originalzustand, überwiegend Fachwerkbauten, Wohnhaus mit traufseitigem massiven Anbau, straßenseitiges Seitengebäude: Fachwerk Obergeschoss an Straße verschiefert, Heuaufzug, teilweise im Erdgeschoss Fachwerk erhalten | 09243795 |
| Direkt Bild zu diesem Denkmal hochladen | Wohnstallhaus, Scheune, zwei Seitengebäude und Torbogen eines Vierseithofes                 | Crimmitschauer Straße 338; 340a (Karte)  | 19. Jh.                 | komplett erhaltener, landschaftstypischer Bauernhof, teilweise in Fachwerkbauweise - Wohnstallhaus: Erdgeschoss verändert, traufseitiger Anbau, Giebel massiv, Fachwerk mit Fußstreben, Scheune: Fachwerk, Drempel, Satteldach, vermutlich Giebel massiv | 09243794 |
| Direkt Bild zu diesem Denkmal hochladen | Seitengebäude eines ehemaligen Vierseithofes                                                | Crimmitschauer Straße 342 (Karte)        | um 1800                 | landschaftstypisches Wirtschaftsgebäude eines Bauernhofes in gutem Originalzustand, Fachwerk Obergeschoss, Tür dort, Erdgeschoss massiv, Stall, Satteldach | 09243793 |
| Weitere Bilder                          | Wohnstallhaus (Umgebinde), Seitengebäude, Schuppen und Scheune eines Vierseithofes          | Crimmitschauer Straße 344; 346 (Karte)   | um 1800                 | landschaftstypischer Bauernhof in gutem Originalzustand mit ortsbildprägender Wirkung, das Wohnhaus gehört zu den wenigen erhaltenen Umgebindehäusern dieser Hauslandschaft. - Seitengebäude: straßenseitig, Satteldach, Heuaufzug, Durchfahrt, Erdgeschoss massiv, - Scheune: teilweise massiv, Satteldach, - Wohnstallhaus: Fachwerk-Obergeschoss, Umgebinde, Satteldach, Erdgeschoss teilweise massiv, vor 1800, Blockstube teilweise erhalten sowie Schuppen. | 09243792 |
| Direkt Bild zu diesem Denkmal hochladen | Wohnstallhaus, Seitengebäude und Scheune eines Vierseithofes                                | Dorfstraße 6 (Karte)                     | um 1750                 | landschaftstypischer Bauernhof in gutem Originalzustand, das Seitengebäude mit schönem, das Ortsbild prägenden Fachwerk-Giebel, Ursp. strebenreiches Fachwerk, Schwelle mit Kielbogen am ehemaligen Umgebindebereich, ansonsten abgefast, um 1750, ungewöhnliche Holznägel mit abgerundeten Köpfen, Fenster verändert, nachträglich liegende Dachfenster, Satteldach, Erdgeschoss massiv, Giebel verkleidet, Scheune: Fachwerk, Satteldach, Garageneinbau, im Wesentlichen original erhalten, Wohnstallhaus: Tür im Obergeschoss, Seitengebäude: Fachwerk teilweise im Erdgeschoss erhalten, ansonsten massiv und verändert, Fachwerk-Obergeschoss in gutem Originalzustand, strebenreich, originale Fenster auf Hofseite, Satteldach, Abbruch dieses Hauses vorgesehen und Ersatz durch Mietswohnhausbau, liegender Stuhl, kräftige Schwelle, eine Giebelseite sehr schön und ortsbildprägend, Scheune mit Fachwerkdrempel, Wohnhaus ursprünglich Umgebindehaus | 09243778 |
| Direkt Bild zu diesem Denkmal hochladen | Vierseithof mit Seitengebäude (ehemaliges Wohnstallhaus), zweitem Seitengebäude und Scheune | Dorfstraße 20 (Karte)                    | um 1720                 | landschaftstypischer Bauernhof in sehr gutem Originalzustand, Fachwerkbauten, baugeschichtlich von Bedeutung. - Wohnstallhaus (ehemalig): giebelseitig verlängert, Fußstreben gezapft, Erdgeschoss massiv, geteilte Stalltüren, Garageneinbau, Satteldach, kleine originale Schiebefenster, alle Holzverbindungen gezapft, um 1720, Schwelle mit Abfasung - Seitengebäude: Durchfahrt, Fachwerk-Obergeschoss, Erdgeschoss massiv, Schiebefenster, gezapfte Streben, Tür im Obergeschoss, Satteldach, 2. Hälfte 18. Jh., Scheune: Fachwerk, Satteldach, Schiebetor, gleiche Bauzeit. | 09243777 |
| Direkt Bild zu diesem Denkmal hochladen | Zwei Seitengebäude und Scheune eines Vierseithofes                                          | Dorfstraße 24 (Karte)                    | um 1800                 | landschaftstypische bäuerliche Wirtschaftsgebäude in gutem Originalzustand - Seitengebäude: Satteldach, Fachwerk Obergeschoss, Erdgeschoss massiv, beide mit Garageneinbauten, davon 1. Seitengebäude: Bossenquaderung im Erdgeschoss, massiver Giebel - Scheune: Fachwerk, Drempel, Satteldach, Schiebetore. | 09243776 |
| Direkt Bild zu diesem Denkmal hochladen | Scheune und Seitengebäude eines Vierseithofes                                               | Dorfstraße 26 (Karte)                    | um 1800                 | landschaftstypische Wirtschaftsgebäude eines Bauernhofes in gutem Originalzustand, Fachwerkbauten - Scheune: Fachwerk, Drempel, Satteldach, um 1800 - Seitengebäude: Tür im Obergeschoss, strebenreiches Fachwerk Obergeschoss, kräftige Schwelle, Erdgeschoss massiv mit Garageneinbau, Satteldach, vorkragend, Schiebefenster, straßenseitig, 2. Hälfte 18. Jh., Erdgeschoss teilweise mit Bossenquadern versehen, wie es vielfach im Ort anzutreffen ist | 09243775 |
| Direkt Bild zu diesem Denkmal hochladen | Wohnstallhaus und Seitengebäude eines Vierseithofes                                         | Dorfstraße 32 (Karte)                    | 1808                    | landschaftstypischer Bauernhof mit sehr gut erhaltenem straßenseitigem Seitengebäude. - Wohnstallhaus: massiver Giebel, Krüppelwalmdach, Fachwerk-Obergeschoss regelmäßig mit Eckstreben, zu große Fenster, Erdgeschoss verändert massiv - Seitengebäude: straßenseitig, holzverschlagen, Fachwerk-Obergeschoss, Fachwerk mit zahlreichen Streben, Erdgeschoss massiv, Krüppelwalmdach, Obergeschoss Heuboden, im Erdgeschoss Stall, sehr guter Originalzustand | 09243774 |
| Weitere Bilder                          | Scheune und Seitengebäude eines Vierseithofes                                               | Dorfstraße 34 (Karte)                    | um 1660                 | landschaftstypische Wirtschaftsgebäude, das Seitengebäude sehr alt und mit schönem Ziergiebel, die Scheune mit großer Bedeutung für das Ortsbild - Seitengebäude: klein, ursprünglich mit Stall, Remisen, Tor zum Feld, zugesetzt, schöner Ziergiebel mit geschweiften Andreaskreuzen, Traufseite feldseitig doppelte Kopfstreben, um 1660, Satteldach, Giebel Straße verkleidet, dort Erdgeschoss massiv, teilweise modernisiert - Scheune: Fachwerk, Drempel, Satteldach, um 1800, sehr große Scheune, daher große Bedeutung für Ortsbild. | 09243770 |
| Direkt Bild zu diesem Denkmal hochladen | Seitengebäude eines Vierseithofes                                                           | Dorfstraße 36 (Karte)                    | vor 1800                | landschaftstypisches Wirtschaftsgebäude mit gut erhaltenem Fachwerkobergeschoss mit ortsbildprägender Wirkung; Straßenseitig, Fachwerk Obergeschoss, Tür im Obergeschoss, Obergeschoss guter Originalzustand, Erdgeschoss massiv mit mehreren Veränderungen, Giebel mit leicht vorkragender Fachwerkwand, Satteldach, Giebeldreieck verschiefert, Schieferdeckung, im Obergeschoss vermutlich ungenutzt, wichtig für Ortsbild. | 09243771 |
| Direkt Bild zu diesem Denkmal hochladen | Seitengebäude eines Vierseithofes                                                           | Dorfstraße 46 (Karte)                    | Mitte 18. Jh.           | landschaftstypisches Wirtschaftsgebäude in gutem Originalzustand, Fachwerkbau mit seltener Oberlaube, Durchgehende Oberlaube, Brüstungsfelder verbrettert, Streben gezapft und verblattet, neunjochige Oberlaube, leicht gefaste Schwelle, Erdgeschoss vermutlich massiv unterfahren, Giebel verbrettert mit Wetterschrägen, Satteldach, Tür in Brüstung Oberlaube | 09243772 |
| Weitere Bilder                          | Seitengebäude (Umgebindehaus, ehemaliges Wohnstallhaus) eines Vierseithofes                 | Dorfstraße 56 (Karte)                    | um 1680                 | sehr altes, landschaftstypisches Umgebindehaus mit wertvollen Konstruktionsmerkmalen wie Umgebinde und Andreaskreuze; Komplett erhaltene Blockstube, an Holzdecke kräftige Unterzüge mit Schiffchenkehlen, Einschubbretter mit Nutung, Auflager der Deckenunterzüge ebenfalls zweifach mit Schiffchenkehlen versehen, keine Tapete, an oberen Wandabschluss gemalter spitzbogiger Fries, Tür zur Stube um 1750, Umgebinde mit paarweise angeordneten Ständern, verziert mit Kielbogen, Ständer auf durchlaufender Schwelle, die auf Feldsteinen ruht, Kreuzstockfenster mit Holzsohlbänken, stark profilierte Schwelle mit Schiffchenkehlung des Obergeschosses, auf Ständer Kopfbänder aufgeblattet, Tür im Fachwerk Obergeschoss, dort zwei geschweifte Andreaskreuze, mehrere Umbauphasen und Erweiterungen z. B. verlängert und Fachwerkdrempel, Satteldach, zu Seitengebäude umgebaut | 09243773 |
| Weitere Bilder                          | Häuslerhaus                                                                                 | Dorfstraße 76 (Karte)                    | vor 1800                | Obergeschoss Fachwerk, mit ortsbildprägender Wirkung, Satteldach, Fachwerk Obergeschoss strebenreich, Erdgeschoss massiv, leicht verändert, winklig angebautes Seitengebäude ohne Denkmalwert, wichtig für Ortsbild. | 09243766 |
| Direkt Bild zu diesem Denkmal hochladen | Seitengebäude und Scheune eines Vierseithofes                                               | Dorfstraße 78 (Karte)                    | um 1800                 | landschaftstypische Wirtschaftsgebäude in gutem Originalzustand, Fachwerkbauten - Seitengebäude: Durchfahrt, Fachwerk Obergeschoss mit Eckstreben, Schiebefenster, Erdgeschoss massiv, Stichbogenportal mit Schlussstein, Krüppelwalmdach, um 1800 - Scheune: Fachwerk, Schiebetor, Kellereingang massiv, Garageneinbau, Satteldach, Fachwerk Drempel, als Teil Bauensemble wichtig. | 09243767 |
| Weitere Bilder                          | Wohnstallhaus und Seitengebäude eines ehemaligen Vierseithofes und Reste der Hofpflasterung | Dorfstraße 80 (Karte)                    | 1. Drittel 18. Jh.      | landschaftstypische Bauerngebäude in gutem Originalzustand mit ortsbildprägender Wirkung - Wohnstallhaus: Fachwerk-Obergeschoss, Fußstreben, gezapft, gefaste Schwelle, Erdgeschoss massiv, vermutlich unterfahren, evtl. ursprünglich Umgebindehaus, Satteldach, Bauzeit vermutlich 1. Drittel 18. Jh., giebelseitiger Anbau, Fachwerk-Obergeschoss gut erhalten, bedeutsam auch wegen Alter der Gebäude, Anbau mit massivem Erdgeschoss, Pultdach, Fachwerk - Seitengebäude: strebenreiches Fachwerk-Obergeschoss, Tür im Obergeschoss, teilweise Schiebefenstern, Erdgeschoss massiv, im Lehmfeld bezeichnet 1830, Satteldach, wichtig für Ortsbild | 09243768 |
| Weitere Bilder                          | Schule                                                                                      | Dorfstraße 88 (Karte)                    | 1908                    | zeittypisch in gutem Originalzustand, ortsgeschichtlich von Bedeutung; Fenster in ursprünglich Gliederung erneuert, Fassadengliederung erhalten, Uhr, Zwerchgiebel, Putz erhalten, Sockel Werkstein, Schule 2002 geschlossen | 09243765 |
| Direkt Bild zu diesem Denkmal hochladen | Seitengebäude und Scheune eines Vierseithofes                                               | Dorfstraße 106 (Karte)                   | um 1800                 | landschaftstypische Wirtschaftsgebäude eines Bauernhofes in gutem Originalzustand - Seitengebäude: hangwärts, Fachwerk Obergeschoss, Tür, Erdgeschoss massiv, Giebeldreieck verbrettert, Satteldach, um 1800, originale Schiebefenster teilweise erhalten - Scheune: Fachwerk, Drempel, Satteldach, schönes Tor, um oder kurz vor 1800. | 09243764 |
| Weitere Bilder                          | Scheune eines Bauernhofes                                                                   | Dorfstraße 116 (Karte)                   | um 1906                 | typisches, nur in wenigeren Beispielen nachweisbarer Scheunenbau aus der Zeit um 1900; Beispiel für Bauweise um 1900, Fachwerk mit Drempel, nachträglich erweitert, Satteldach | 09243729 |
| Weitere Bilder                          | Wohnstallhaus (Umgebindehaus) und Seitengebäude eines Vierseithofes                         | Dorfstraße 120a; 120d (Karte)            | um 1750                 | landschaftstypische Gebäude eines Bauernhofes, Fachwerkbauten mit wichtigen, nur noch selten anzutreffenden Konstruktionselementen, wie Umgebinde am Wohnstallhaus und Oberlaube am Seitengebäude - Wohnstallhaus: Umgebinde an Traufseite zugesetzt, Giebelseite verändert, Fachwerk-Obergeschoss strebenreich, Schwelle abgefast, hohes, großes Krüppelwalmdach, Stallteil massiv, im Giebelbereich Erdgeschoss massiv, Kopfstreben mit Kielbogen verziert und Spannriegel des Umgebindes - Seitengebäude: Umbau zu Wohnhaus, daraus resultieren Veränderungen im Erdgeschoss, ursprünglich Durchfahrt, Oberlaube mit sieben Bögen, gezapfte Kopfbänder, hohes Krüppelwalmdach, Erdgeschoss massiv, ein Giebel verkleidet | 09243730 |
| Direkt Bild zu diesem Denkmal hochladen | Wohnstallhaus, Scheune und Seitengebäude eines ehemaligen Vierseithofes                     | Dorfstraße 132 (Karte)                   | um 1800                 | landschaftstypische Hofanlage in sehr gutem Originalzustand, Fachwerkbauten - Wohnstallhaus: Fachwerk-Obergeschoss verputzt, Satteldach - Seitengebäude: Fachwerk-Obergeschoss, regelmäßiges Fachwerk, Eckstreben und Tür, Erdgeschoss massiv, Satteldach, Scheune: Fachwerk mit Satteldach. | 09243731 |
| Direkt Bild zu diesem Denkmal hochladen | Seitengebäude eines Vierseithofes und Hofpflasterung                                        | Dorfstraße 140 (Karte)                   | vor 1800                | landschaftstypisches Wirtschaftsgebäude und schöne Hofpflasterung in gutem Originalzustand mit Bedeutung für das Dorfbild; Fachwerk Obergeschoss, Satteldach vorkragend, Tür im Obergeschoss, Schiebefenster, Giebel verkleidet, Erdgeschoss massiv, Durchfahrt | 09243732 |
| Weitere Bilder                          | Seitengebäude eines Zweiseithofes                                                           | Dorfstraße 142 (Karte)                   | vor 1800                | landschaftstypisches Wirtschaftsgebäude eines Bauernhofes in gutem Originalzustand, Fachwerkbau; Fachwerk Obergeschoss strebenreich, ein Riegel, originale Fenster, Mitteldrehflügel, Erdgeschoss massiv, Ziegelmauerwerk, Satteldach, Giebel verkleidet | 09243733 |
| Direkt Bild zu diesem Denkmal hochladen | Häuslerhaus                                                                                 | Dorfstraße 144 (Karte)                   | 2. Hälfte 18. Jh.       | landschaftstypisches Häuslerhaus mit schönem, original erhaltenem Fachwerkobergeschoss, strebenreich, regelmäßig, Erdgeschoss massiv, modernisiert, Giebel verkleidet, Frackdach durch traufseitige Erweiterung, schön gestaltet, mit Fachwerk, Satteldach vorkragend | 09243805 |
| Direkt Bild zu diesem Denkmal hochladen | Zwei Seitengebäude und Scheune eines Vierseithofes                                          | Dorfstraße 150 (Karte)                   | um 1800                 | landschaftstypische, schlichte Wirtschaftsgebäude eines Bauernhofes in gutem Originalzustand - Seitengeb: vor 1800, Fachwerk Obergeschoss mit Tür, Erdgeschoss massiv, Garageneinbau, Schiebefenster, besterhaltenes Gebäude des Hofes - 2. Seitengebäude: Stall, massiver Giebel, nach 1800, Erdgeschoss massiv, Satteldach, sehr einfach - Scheune: Fachwerk, Drempel, Kellereingang massiv ummauert, Remise, Satteldach, um 1800, einfache Gestaltung. | 09243803 |
| Direkt Bild zu diesem Denkmal hochladen | Wohnstallhaus, Seitengebäude und Hofpflasterung eines ehemaligen Vierseithofes              | Dorfstraße 169 (Karte)                   | 1. Drittel 18. Jh.      | landschaftstypische Bauerngebäude in gutem Originalzustand, Fachwerkbauten, am Seitengebäude schöner Käsekasten - Seitengebäude: 1811 am Türstock bezeichnet mit Inschrift im Balken, Erdgeschoss massiv mit Garageneinbauten, Fachwerk-Obergeschoss mit Tür, Schiebefenstern, sehr schöner Käsekasten, Satteldach weit vorkragend, sehr guter Originalbestand - Wohnstallhaus: Fachwerk-Obergeschoss, Erdgeschoss massiv, Satteldach, ein Giebel massiv, Fachwerk im Obergeschoss in zwei Bauphasen – Fußstreben, verzapft, der kleinere Teil mit einfachen Streben | 09243801 |
| Weitere Bilder                          | Kirche und Kirchhof                                                                         | Kirchschulstraße (Karte)                 | 13. Jh.                 | Friedhof (Kirchhof) mit Kirche bestehend aus folgenden Teilen: Kirche mit Ausstattung (Altar und Orgel); Denkmal für die Gefallenen des I. Weltkrieges (Drei Steine mit Inschriften, außerhalb), Denkmal für die Opfer des II. Weltkrieges (Gedenksäule) sowie ältestes erhaltenes Grabmal aus 17. Jh. (heute aufgestellt im Vorraum der Kirche); Friedhofsgelände mit Naturdenkmal („Friedenseiche“) und Aufbahrungshalle sowie Einfriedung; baugeschichtlich, ortsgeschichtlich und ortsbildprägend von Bedeutung; St.-Johannis-Kirche, im Kern eine romanische Saalkirche aus 13. Jh.; Innenausstattung tw. aus 16. Jh. (Altar); 1970 Innenraum neu gestaltet | 09243715 |
| Weitere Bilder                          | Kirche St. Johannis                                                                         | Kirchschulstraße (Karte)                 | um 1270                 | Kirche mit Ausstattung: St.-Johannis-Kirche (ursprünglich benannt nach Johannes der Täufer), als Teil des Friedhofs baugeschichtlich, ortsgeschichtlich und ortsbildprägend von Bedeutung, im Kern romanische Saalkirche aus 13. Jh.; flachgedeckter Rechteckbau mit eingezogenem, in zwei Jochen kreuzgewölbtem Chor, Rippen auf runden Diensten mit Weinlaubkapitellen, Dachreiter, mit großem Schnitzaltar von 1508, Schnitzaltar mit vier beweglichen und zwei festen Flügeln (bezeichnet 1508), Schnitzfiguren aus der Werkstatt von Leonhard Herrgott (Beier) Zwickau, auf Flügeln Szenen aus Leben Christi und Johannes des Täufers, Apostel und Heilige, Gemälde fränkisch beeinflusst; Inneneinrichtung 1970 neu gestaltet, an Kirche Staffelgiebel im Westen | 09243715 |
| Weitere Bilder                          | Scheune eines Vierseithofes                                                                 | Kirchschulstraße 2 (Karte)               | um 1800                 | wirtschaftsgeschichtlich von Bedeutung, Fachwerkbau, in Friedhofs- und Kirchen Nähe mit großer Bedeutung für das Ortsbild, Fachwerk Drempel, Satteldach, südlich vom Friedhof gelegen | 09243719 |
| Weitere Bilder                          | Ehemalige Schule mit Nebengebäude und Einfriedungsmauer                                     | Kirchschulstraße 3 (Karte)               | 1868                    | ehemaliges Schulgebäude mit Nebengebäude und Einfriedungsmauer mit Torbogen; in gutem Originalzustand von ortsgeschichtlicher und ortsbildprägender Bedeutung, zweigeschossig, Mittelrisalit, acht Achsen, Putznutung im Erdgeschoss, Sockel Polygonmauerwerk und Ziegelmauerwerk, Putzfassade, durchlaufendes Gesims, Satteldach, originale Fassadengliederung und Fenster, bedeutsam für Ortsbild östlich am Rand des Friedhofs neben dem Pfarrhof gelegen - Seitengebäude: verputzter Ziegelbau, gleiche Putzgliederung wie Wohnhaus, dazu Torbogen mit Pforte und Tor, eines der wenigen massiven Bauwerke im Ort. | 09243713 |
| Weitere Bilder                          | Pfarrhof                                                                                    | Kirchschulstraße 5 (Karte)               | 1732                    | Pfarrhof mit Wohnstallhaus und zwei Seitengebäuden sowie Torbogen zum Hof; repräsentatives Pfarrgehöft mit großer Bedeutung für das Ortsbild, Fachwerkbauten mit wichtigen Konstruktionsmerkmalen, wie z. B. Laubengang am Seitengebäude, Scheune nicht mehr vorhanden, nördlich der ehemaligen Schule und nordöstlich am Friedhof gelegen. - 1. Seitengebäude: fünfjochige Oberlaube, überkragend, Brüstung verbrettert, links und rechts neben Oberlaube Kammern im Obergeschoss, ebenfalls überkragend, Giebel verbrettert, Krüppelwalmdach, Erdgeschoss massiv, Ställe, Lehmstock - 2. Seitengebäude: teilweise im Erdgeschoss massiv, eventuell Scheunenbau oder Ständerbau, geblattete und gezapfte Holzverbindungen, Giebeldreieck verbrettert und Wetterschrägen, Satteldach, vermutlich um 1700 - Pfarrhaus: Fachwerk Obergeschoss, Erdgeschoss massiv, teilweise aufgebrettert, Fenster erneuert, Krüppelwalmdach, 1732. | 09243714 |
| Weitere Bilder                          | Zwei Seitengebäude einer ehemaligen Mühle                                                   | Kirchschulstraße 9 (Karte)               | 2. Hälfte 18. Jh.       | landschaftstypische Wirtschaftsgebäude (eines heute Wohnhaus) der ehemaligen MSchneidermühle an der Pleiße; in sehr gutem Originalzustand mit ortsbildprägenden Giebeln; Fachwerkbauten, beide trotz geringfügiger Umbauten in sehr gutem Originalzustand, sehr schöne Giebel: - 1. Seitengebäude: Fachwerk Obergeschoss, strebenreich mit Tür im Obergeschoss, Erdgeschoss massiv, geteilte Stalltür, Ladeneinbau, Krüppelwalmdach, 2. Hälfte 18. Jh., - 2. Seitengebäude: Krüppelwalmdach, Fachwerk Obergeschoss, Erdgeschoss massiv, zu Wohnzwecken umgebaut, um 1800 | 09243712 |
| Weitere Bilder                          | Koberbachtalsperre mit Staumauer                                                            | Kleinbernsdorfer Straße (Karte)          | 1926 bis 1929           | Brauchwassertalsperre mit dem ersten Erdschuttdamm Deutschlands, technikgeschichtlich von Bedeutung; Brauchwassertalsperre für Industrie Crimmitschaus, erster Erdschuttdamm Deutschlands (wurde ursprünglich unter Kleinbernsdorfer Straße 6 erfasst) | 09243800 |
| Direkt Bild zu diesem Denkmal hochladen | Häuslerhaus                                                                                 | Mittelweg 26 (Karte)                     | um 1800                 | landschaftstypisches Häuslerhaus mit gutem Originalbestand und ortsbildprägender Wirkung, Fachwerk Obergeschoss, Giebel verkleidet, Krüppelwalmdach, Erdgeschoss massiv, gut modernisiert, giebelseitiger Schuppenanbau zu Garage umgebaut mit Pultdach. | 09243769 |
| Direkt Bild zu diesem Denkmal hochladen | Häuslerhaus                                                                                 | Mittelweg 44 (Karte)                     | um 1800                 | landschaftstypisches Häuslerhaus in gutem Originalzustand mit ortsbildprägender Bedeutung, Fachwerk Obergeschoss, durchlaufende Schwelle, Giebel verkleidet, Satteldach, leicht modernisiertes massives Erdgeschoss | 09243735 |
| Direkt Bild zu diesem Denkmal hochladen | Häuslerhaus                                                                                 | Mittelweg 53 (Karte)                     | um 1800                 | landschaftstypisches Häuslerhaus mit einigen Bauveränderungen und ortsbildprägender Bedeutung, Giebelseitig verlängert, Fachwerk Obergeschoss, auch im Erdgeschoss kleiner Teil Fachwerk erhalten, Erdgeschoss massiv mit zu großen Fenstern, Satteldach leicht vorkragend, massive Anbauten an rückwärtiger Traufseite. | 09243736 |
| Direkt Bild zu diesem Denkmal hochladen | Häuslerhaus                                                                                 | Mittelweg 59 (Karte)                     | 1795                    | landschaftstypisches Häuslerhaus in gutem Erhaltungszustand mit ortsbildprägender Bedeutung, Fachwerk Obergeschoss, Satteldach vorkragend, Erdgeschoss massiv, Fachwerk regelmäßig mit Eckstreben, gezapfte Holzverbindungen, Inschrift an einem Riegel: W. Christian Gottfried Wolff B. H. Gottlieb Pampel B. M. den 13. Juni 1795, traufseitiger Anbau bedingt Frackdach | 09243727 |
| Direkt Bild zu diesem Denkmal hochladen | Häuslerhaus                                                                                 | Mittelweg 61 (Karte)                     | um 1800                 | einfaches, teilweise verändertes Häuslerhaus mit ortsbildprägender Bedeutung, Fachwerk Obergeschoss, Erdgeschoss massiv, entstellend modernisiert, Krüppelwalmdach, wichtig als Teil des Häuserensembles | 09243726 |
| Direkt Bild zu diesem Denkmal hochladen | Wohnhaus mit zwei kleinen Seitengebäuden, heute Schmiede                                    | Mittelweg 65 (Karte)                     | um 1800                 | landschaftstypische Gebäudegruppe mit ortsbildprägender Bedeutung, Obergeschoss, verputzt und verkleidet, Krüppelwalmdach, Erdgeschoss massiv, Stichbogenportal mit Schlussstein, zwei Seitengebäude: an Wohnhaus angebaut, Fachwerk Obergeschoss, Erdgeschoss massiv, geringe Qualität, aber ergänzen Bauensemble. | 09243725 |
| Direkt Bild zu diesem Denkmal hochladen | Häuslerhaus                                                                                 | Mittelweg 71 (Karte)                     | um 1800                 | landschaftstypisches Häuslerhaus mit ortsbildprägender Wirkung, Fachwerk Obergeschoss, Erdgeschoss massiv, entstellend erneuert, Giebel verkleidet, Satteldach vorkragend, giebelseitiger Anbau, Teil eines gleichgestalteten Bauensembles | 09243723 |
| Direkt Bild zu diesem Denkmal hochladen | Häuslerhaus                                                                                 | Mittelweg 72 (Karte)                     | 2. Hälfte 18. Jh.       | landschaftstypisches Häuslerhaus mit ortsbildprägender Wirkung; Fachwerk Obergeschoss, Erdgeschoss massiv unterfahren, Satteldach, überkragend, giebelseitiger kleiner Fachwerkanbau, Erdgeschoss entstellend verändert, Giebel verkleidet | 09243722 |
| Direkt Bild zu diesem Denkmal hochladen | Wohnstallhaus eines Bauernhofes                                                             | Mittelweg 77 (Karte)                     | um 1720                 | bedeutendes Bauernhaus mit reich verziertem, sehr altem Fachwerkobergeschoss (geschwungene Andreaskreuze und Wilder-Mann-Figur). Fachwerk Obergeschoss in sehr gutem Originalzustand, K-Streben, Fußstreben, alle Holzverbindungen gezapft, Schwelle abgefast, reich verzierter Ziergiebel mit Zahnschnittfries an Schwelle und Schiffchenkehlung, dort auch K-Streben, Giebeldreieck mit geschweiften Andreaskreuzen, Kopfstreben, Rautenornament in Giebeldreieck, ortstypischer, nur selten noch nachweisbarer aufgekämmter Riegel am Giebel, Erdgeschoss massiv und verändert, traufseitiger Anbau, eines der wichtigsten Häuser im Ort | 09243721 |
| Weitere Bilder                          | Mühlenwohnhaus und Reste der Hofpflasterung                                                 | Schneemühlenweg 7 (Karte)                | vermutlich 1745         | repräsentatives Wohnhaus in gutem Originalzustand, als Teil der Schneemühle regionalhistorisch bedeutsam, Scheune abgebrochen, deshalb auch der Torbogen Abbruch Fachwerk Obergeschoss verputzt, teilweise Ausfachung mit Ziegeln, Erdgeschoss massiv, zwei alte Schlusssteine an Hausfassade und im Treppenhaus, Erdgeschoss massiv Bruchstein, teilweise vermutlich durch Ziegelmauerwerk ersetzt, Giebel verschiefert, Krüppelwalmdach, ohne Mühlenanbauten - Gelände und Haus seit 2013 als Geflügelhof genutzt | 09243798 |
| Direkt Bild zu diesem Denkmal hochladen | Alter Teil eines Wohnhauses (Häuslerhaus)                                                   | Unterer Anger 2 (Karte)                  | um 1680                 | baugeschichtlich und ortsgeschichtlich von Bedeutung, zeitweise Bäckerei, original erhaltener älterer Hausteil mit einzigartigem Fachwerkgiebel (geschweifte Andreaskreuze, Zahnschnittfries, fünf Ständer des Obergeschosses wie Schlangensäulen gestaltet), einziges erhaltenes Beispiel im Landkreis Haus ist winkelförmig aneinandergefügt, denkmalwürdig ist Hausflügel mit Fachwerk. Obergeschoss, Stockwerksbau, Fachwerk mit zwei geschweiften halben Mannfiguren verziert, gezapfte Holzverbindung, Giebel mit einzigartiger Fachwerkgestaltung, am Giebeldreieck vier geschweifte Andreaskreuze, in Brüstungsfeldern des 1. Obergeschosses weitere zwei geschweifte Andreaskreuze, Schwelle des Obergeschosses mit Zahnschnitt verziert, zwei Brüstungsriegel, ursprünglich durchlaufend mit Schiffchenkehlung, Kopfbänder gezapft, seit 1894 Bäckerei bis 1954, fünf Ständer des Obergeschosses wie Schlangensäulen gestaltet, einziges Beispiel im Landkreis, Giebeldreieck original und Fensteröffnungen erkennbar, aufgekämmter, heute unterbrochener Riegel, Satteldach | 09243797 |